# Sarothrias amabilis
Sarothrias amabilis är en skalbaggsart som beskrevs av Stanislaw Adam Ślipiński och Ivan Löbl 1995. Sarothrias amabilis ingår i släktet Sarothrias och familjen Jacobsoniidae. Inga underarter finns listade i Catalogue of Life.